# McKesson
McKesson Corporation är ett amerikanskt multinationellt distribution- och partihandelsföretag som distribuerar läkemedel, utrustningar och IT-lösningar till alla nivåer inom den globala läkemedelsindustrin.
McKesson, tillsammans med Cencora och Cardinal Health, har marknadsandelar, på partihandel för läkemedel, som motsvarar 90–95% i USA.